# حاج خليل (ميانة)
حاج‌ خليل هي قرية في مقاطعة ميانة، إيران. عدد سكان هذه القرية هو 126 في سنة 2006.